# Ministère des Transports de l'Ontario
Pour les articles homonymes, voir Ministère des Transports.
Le ministère des Transports de l'Ontario est le ministère du gouvernement de l'Ontario responsable de l'entretien et du développement des infrastructures de transport de la province et de l'application du code de la route.    
L'actuelle ministre des Transports est Caroline Mulroney.

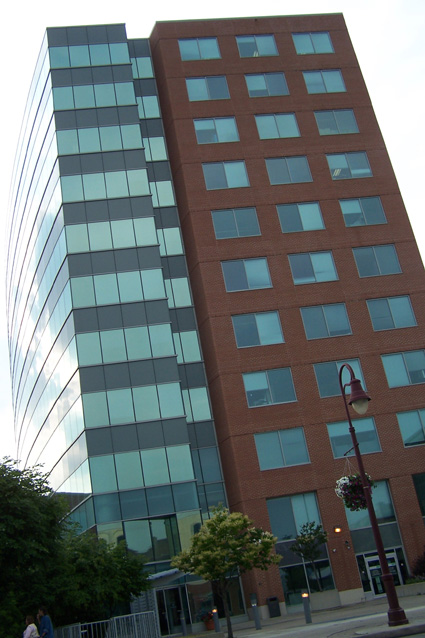
Siège du ministère de Saint Catharines.

## Responsabilités
Le ministère est responsable de :
- 10,4 millions de véhicules enregistrés ;
- 8,5 millions conducteurs automobiles ;
- 55 centres d'examination des conducteurs et 37 points de voyages ;
- 281 centres d'immatriculation et d'émission des permis de conduire ;
- GO Transit ;
- 16 525 kilomètres d'autoroute ;
- Succursales de Service Ontario.